# Oxalis flagellata
Oxalis flagellata là một loài thực vật có hoa trong họ Chua me đất. Loài này được (Rusby) Lourteig mô tả khoa học đầu tiên năm 2000.